# 3665 Fitzgerald
3665 Fitzgerald (1979 FE) là một tiểu hành tinh vành đai chính được phát hiện ngày 19 tháng 3 năm 1979 bởi A. Mrkos ở Klet.